# 斯洛博達-謝列齊
50°13′22″N 28°44′33″E / 50.22278°N 28.74250°E
斯洛博達-謝列齊（烏克蘭語：Слобода-Селець），是烏克蘭北部的村莊，隸屬日托米爾州的日托米爾區。該村面積0.91平方公里，海拔高度183米，2001年人口778，人口密度每平方公里854.95人。